# Variantes genéticas asociadas con el bienestar subjetivo, los síntomas depresivos y la neurosis
Variantes genéticas asociadas con el bienestar subjetivo, los síntomas depresivos y la neurosis implican la correlación entre el genoma y los síntomas de diversos trastornos psicológicos. La correlación se realiza mediante estudios de asociación genética, que buscan establecer la relación estadística entre variables genéticas poblacionales y un fenotipo determinado (ejemplo: rasgo, riesgo de enfermedad). Se utilizan como marcadores genéticos a los polimorfismos simples puntuales (SNPs).

Los análisis de asociación del genoma completo entre diferentes grupos de individuos, llevados a cabo mediante GWAS (Genome-wide association study), han demostrado que existe correlación entre los genomas de personas con bienestar subjetivo, personas depresivas y personas neuróticas.
Los grupos son clasificados en función de los síntomas (fenotipo) que muestran. Se clasifican de la siguiente manera:
- Bienestar subjetivo: nivel alto de satisfacción con la vida, positivismo.
- Depresión: ansiedad, falta de energía, dolores y molestias corporales, pesimistas.
- Neurosis: emociones negativas, ansiedad y miedo.

## Estudio de asociación del genoma completo
A través de GWAS se han podido identificar variantes genéticas asociadas a cada fenotipo. El tipo de variantes encontrados son polimorfismos de un solo nucleótido (SNPs, single nucleotide polymorphism).
Los análisis de GWAS identifican tres SNPs en bienestar subjetivo en los cromosomas 5, 20 y 5, rs3756290, rs2075677, y rs4958581 respectivamente.
Los análisis de GWAS identifican dos SNPs en síndromes depresivos en los cromosomas 12 y 18, rs7973260 y rs62100776 respectivamente.
Los análisis de GWAS identifican once SNPs en el neuroticismo, de los cuales dos son a causa de un polimorfismo de inversión. Los once SNPs identificados están en los cromosomas 3, 8, 9, 9, 11, 11, 15, 17, 17, 18 y 18, corresponden a los SNPs rs35688236, rs2572431, rs10960103, rs2150462, rs4938021, rs139237746, rs12903563, rs193236081, rs12938775, rs1557341 y rs12961969 respectivamente. De ellos, el correspondiente al cromosoma 8, rs2572431, y 17, rs193236081, son los procedentes de la doble rotura y doble giro de 180° que ocurre durante la inversión cromosómica. De manera que el efecto de la inversión puede ser fuente de modificaciones de las secuencias de genes implicados en neurosis.

## Solapamiento fenotípico de la correlación genética existente
Con las 16 variantes identificadas, se detecta la correlación entre ellas.
Recordar que la correlación (“r”) muestra el grado de asociación entre variables, oscila entre -1 y +1, siendo los valores negativos correlación baja, negativa, y los valores positivos, correlación alta, positiva.
- Bienestar subjetivo - Síntomas depresivos: r= -0,81
- Bienestar subjetivo - Neuroticismo: r= -0,75
- Síntomas depresivos - Neuroticismo: r= 0,75

## Asociación de SNPs
Los estudios de quasi- replicación confirman los resultados anteriores. En estos estudios se compara cada uno de los SNP asociado a cada fenotipo, con el resto SNPs del resto de fenotipos.
De los 3 SNPs asociados al bienestar, 2 asociados significativamente con síntomas depresivos. 1 asociado de manera no significativa con el neuroticismo.
De los 2 SNPs asociados a los síntomas depresivos, los 2 se encuentran asociados significativamente con el bienestar y con una muestra independiente de pacientes depresivos.
De los 11 SNPs asociados al neuroticismo, 4 de ellos presentan asociación significativa con el neuroticismo (1 presente en el cromosoma de inversión). Y 4 asociados también significativamente a la depresión.

### Resultados de los análisis biológicos
La funcionalidad de los diferentes órganos corporales, se ve enriquecida, en parte, en función de las variantes genéticas que presenta cada fenotipo.
Existe enriquecimiento significativo del sistema nervioso central para los tres fenotipos y, de manera sorprendente, existe enriquecimiento de la glándula suprarrenal / páncreas para los síntomas subjetivos de bienestar y depresivos. La causa del enriquecimiento de la glándula suprarrenal / páncreas es poco clara, pero teniendo en cuenta que las glándulas suprarrenales producen varias hormonas, como el cortisol, epinefrina y norepinefrina, hormonas que juega un papel importante en la regulación del estado de ánimo corporal y el estrés, se entiende este aumento funcional de la glándula para estos dos fenotipos.

### Como conclusiones
- Existen variaciones comunes típicas entre los grupos de personas pertenecientes al bienestar subjetivo, síntomas depresivos y neuroticismo.
- Existe correlación (positiva o negativa) entre las variantes de los tres fenotipos.
- Existe correlación entre las variantes y las funciones biológicas.
- Estas variantes pueden llegar a ser utilizadas como marcadores en el diagnóstico y tratamiento de enfermedades.

## Interpretación
El vínculo más fuerte encontrado en este estudio fue con los trastornos de ansiedad. Los investigadores encontraron variantes genéticas vinculadas al bienestar subjetivo, la depresión y la neurosis, que se solapaban moderadamente con las variantes que están asociadas con la esquizofrenia y el trastorno bipolar.
Debido a que el estudio ha encontrado algunas de las primeras variantes genéticas asociadas con el bienestar, la depresión y la neurosis, es demasiado pronto para sacar conclusiones acerca de cómo los genes afectan a los mecanismos biológicos.

Los científicos emitieron varias precauciones para interpretar los resultados de su estudio.

"La genética es sólo un factor que influye en estos rasgos psicológicos. El entorno es al menos tan importante e interactúa con los efectos genéticos".